# Mégastar
 (novembre 2018).
 (septembre 2024).
Mégastar est une société d'édition de revues et périodiques francaise créée en 1987.

## Historique
Créée en 1987, à Naintré, dans la Vienne, la marque MEGASTAR®, spécialisée dans la presse ludique, est la plus distribuée en France.
Forte de ses nombreuses années d’expérience, elle a bâti son succès sur les jeux les plus populaires du marché, en créant des magazines faciles, accessibles à un large public. La marque MEGASTAR® propose un catalogue qui présente une grande diversité : mots fléchés, mots pêle-mêle, mots codés, mots à caser, mots croisés, jeux pour enfants, jeux divers et bien sûr, sudoku.
Vendus à plus de 10 millions d’exemplaires par an, ses 140 titres de magazines conquièrent des joueurs de plus en plus nombreux, en France mais aussi à l’étranger.
Fin 2011, la marque MEGASTAR® est rachetée par le groupe hollandais Keesing, leader européen des magazines de jeux.

## Magazines par famille
Voici une liste exhaustive des magazines publiés par l'entreprise :
- Sudoku
- Mots fléchés
- Mots pêle-mêle
- Mots à caser
- Mots codés
- Mots croisés
- Enfance

## Ventes
Tous les magazines sont distribués en France et passent par le service export pour les DOM-TOM et l'étranger (Canada, Tunisie, Maghreb, Belgique, Suisse, La Réunion). À noter que l'export représente 20 % des ventes du groupe, le reste étant formé dans l'Hexagone.
L'équipe commerciale, représentée par 30 personnes, assure la promotion des ventes auprès de 30 000 marchands de presse et 180 grossistes.
Keesing, leader européen des magazines de jeux, avec une diffusion annuelle de 65 millions d'exemplaires, occupait jusqu'à présent[Quand ?] le second rang en France avec environ 10 millions d'exemplaires vendus, et constituait un concurrent direct pour l'entreprise. Il détient dorénavant plus de 50 % du marché français depuis son rachat début 2012 de l'entreprise Mégastar. Entreprise familiale, Mégastar employait 130 salariés pour un chiffre d'affaires 2011 de 42 millions d'euros.
Mégastar a dès lors une diffusion de 22 millions d’exemplaires environ par an pour 242 titres.